# Francesca Beggio
Francesca Beggio (Monza, 21 settembre 1979) è un'attrice italiana.

## Biografia
La sua formazione come attrice inizia all'Accademia Internazionale dello Spettacolo di Milano (Metodo Orazio Costa). Successivamente si trasferisce a Roma per studiare presso il CIAPA con l'insegnante Gisella Burinato. Partecipa a numerose serie TV, in particolare ricordiamo il suo ruolo in Agrodolce e ne Il clan dei camorristi, dove in entrambe le produzioni recita la parte di un medico.

## Filmografia

### Cinema
- Alla fine della notte, regia di Salvatore Piscicelli (2003)
- Sopra e sotto il ponte, regia di Alberto Bassetti (2005)
- La casa di famiglia, regia di Augusto Fornari (2017)
- Il mio nome è Thomas, regia di Terence Hill (2018)
- Troppa grazia, regia di Gianni Zanasi (2018)

### Televisione
- Il Grande Torino, regia di Claudio Bonivento – miniserie TV (2005)
- R.I.S. 2 - Delitti imperfetti – serie TV, episodio 2x05 (2006)
- La squadra 7 – serie TV (2006)
- Karol - Un papa rimasto uomo, regia di Giacomo Battiato – miniserie TV (2006)
- Attacco allo Stato, regia di Michele Soavi – miniserie TV (2006)
- Nati ieri – serie TV (2006-2007)
- Il maresciallo Rocca e l'amico d'infanzia, regia di Fabio Jephcott – miniserie TV (2008)
- Quo vadis, baby?, regia di Guido Chiesa – miniserie TV, episodio 1x04 (2008)
- Agrodolce – soap opera (2008-2009)
- R.I.S. Roma 2 - Delitti imperfetti – serie TV, episodio 2x08 (2011)
- Mai per amore, regia di Liliana Cavani – miniserie TV , episodio 1x01 (2012)
- Rex – serie TV, episodio 5x03 (2012)
- Il clan dei camorristi, regia di Alessandro Angelini e Alexis Sweet – miniserie TV (2013)
- Don Matteo – serie TV, episodio 9x16 (2014)
- La bella e la bestia, regia di Fabrizio Costa – miniserie TV (2014)
- Catturandi - Nel nome del padre – serie TV (2016)
- Non uccidere – serie TV, episodi 2x03-2x04 (2017)
- L'ispettore Coliandro – serie TV, episodio 6x06 (2017)
- Doc - Nelle tue mani – serie TV, episodio 1x09 (2020)
- Luce dei tuoi occhi – serie TV (2021-in corso)
- Vostro onore, regia di Alessandro Casale – miniserie TV (2022)
- Rinascere, regia di Umberto Marino – film TV (2022)
- Fernanda, regia di Maurizio Zaccaro – film TV (2023)
- Folle d'amore - Alda Merini, regia di Roberto Faenza – film TV (2024)

## Teatro
- Provando i provini proviamo, regia di Gisella Burinato (2003)
- La donna nell'acqua, regia di Camilla Mazzitelli (2003)
- La contessina Julie di August Strindberg, regia di Camilla Mazzitelli (2010)
- Le principesse sono tutte bionde?, testo e regia di Claudia Fichera (2011)